# Opéra lyrique de Chicago

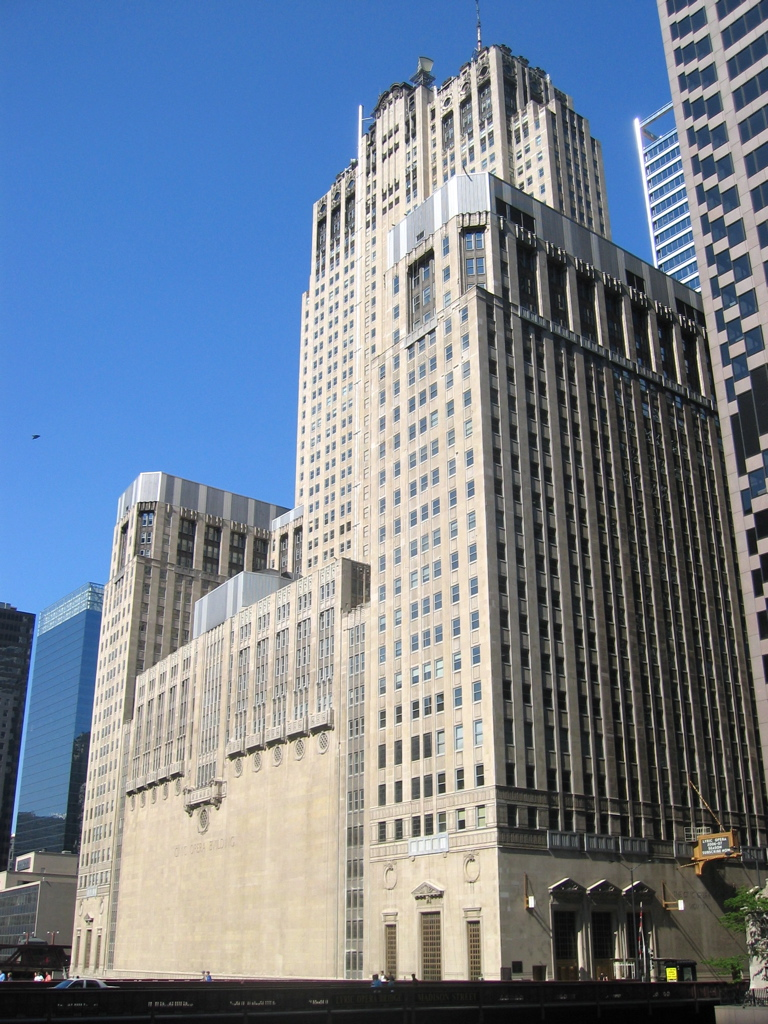
Extérieur de l'opéra lyrique de Chicago.

L’opéra lyrique de Chicago (en anglais Lyric Opera of Chicago) est un des principaux opéras aux États-Unis, créé en 1954 sous le nom de Lyric Theatre of Chicago par Carol Fox, Nicola Rescigno et Lawrence Kelly, lors d'une saison où Maria Callas fit ses débuts dans Norma. La compagnie a été réorganisée sous le nom actuel par Carol Fox en 1956.

## Historique
Il tire son origine en 1910 de la Chicago Grand Opera Company fondée par Andreas Dippel (en) puis prend le nom de Civic opera company de 1922 à 1932 et en 1929, est construit un nouveau bâtiment qui à partir de 1932, à cause de la crise économique n'héberge plus de compagnie résidente. Seules des compagnies itinérantes s'y produisent jusqu'en 1954, date à laquelle Carol Fox fonde le Lyric theatre de Chicago.

## Directeurs musicaux
- Cleofonte Campanini (1910-1919)
- Gino Marinuzzi (1919-1929)
- Giorgio Polacco (1920-1930)
- Nicola Rescigno (1954-1956)
- Bruno Bartoletti (1975-1999)
- Sir Andrew Davis (2000-2021)
- Enrique Mazzola (2021-   )

## Sources
- John Warrack et West, Ewan (1992), The Oxford Dictionary of Opera, 782 pages,  (ISBN 0-19-869164-5)
- Alain Pâris Dictionnaire des interprètes Bouquins/Laffont 1989 p. 1011

## Liens
- (en) Site officiel
- (en) Fiche sur Centerstage Chicago
- (en) Présentation sur explorechicago.org
- (en) Interview d'Ardis Krainik par Bruce Duffie